# Tênis de mesa nos Jogos Paralímpicos de Verão de 2012 - Simples masculino - Classe 5
A competição de simples masculino na classe 5 do tênis de mesa nos Jogos Paralímpicos de Verão de 2012 foi disputada entre os dias 30 de agosto e 2 de setembro no Complexo ExCel, em Londres.

## Medalhistas
| Ouro   | NOR Tommy Urhaug   |
| Prata  | CHN Cao Ningning   |
| Bronze | KOR Jung Eun-Chang |

## Resultados

### Primeira fase

#### Grupo A
| Atleta              | V | D | S   |
| ------------------- | - | - | --- |
| CHN Cao Ningning    | 2 | 0 | +20 |
| CZE Rene Taus       | 1 | 1 | +8  |
| GBR Scott Robertson | 0 | 2 | -28 |

| CHN Cao Ningning    | 7  | 11 | 11 | 11 |  |
| GBR Scott Robertson | 11 | 6  | 4  | 9  |  |

| GBR Scott Robertson | 8  | 1  | 6  |  |  |
| CZE Rene Taus       | 11 | 11 | 11 |  |  |

| CHN Cao Ningning | 11 | 7  | 11 | 11 |  |
| CZE Rene Taus    | 7  | 11 | 5  | 7  |  |

#### Grupo B
| Atleta                  | V | D | S   |
| ----------------------- | - | - | --- |
| NOR Tommy Urhaug        | 2 | 0 | +28 |
| FRA Nicolas Savant-Aira | 1 | 1 | -8  |
| BRA Claudiomiro Segatto | 0 | 2 | -20 |

| NOR Tommy Urhaug        | 11 | 11 | 11 |  |  |
| BRA Claudiomiro Segatto | 7  | 3  | 5  |  |  |

| BRA Claudiomiro Segatto | 11 | 7  | 11 | 9  | 6 |
| FRA Nicolas Savant-Aira | 7  | 11 | 6  | 11 |   |

| NOR Tommy Urhaug        | 11 | 15 | 11 |  |  |
| FRA Nicolas Savant-Aira | 7  | 13 | 7  |  |  |

#### Grupo C
| Atleta             | V | D | S  |
| ------------------ | - | - | -- |
| KOR Jung Eun-Chang | 2 | 0 | +5 |
| TPE Lin Yen-hung   | 1 | 1 | +3 |
| EGY Ehab Fetir     | 0 | 2 | -8 |

| KOR Jung Eun-Chang | 11 | 5  | 11 | 11 |  |
| EGY Ehab Fetir     | 9  | 11 | 8  | 8  |  |

| EGY Ehab Fetir   | 8  | 11 | 5  | 11 | 4  |
| TPE Lin Yen-hung | 11 | 3  | 11 | 9  | 11 |

| KOR Jung Eun-Chang | 8  | 11 | 11 | 5  | 11 |
| TPE Lin Yen-hung   | 11 | 9  | 7  | 11 | 5  |

#### Grupo D
| Atleta               | V | D | S   |
| -------------------- | - | - | --- |
| FRA Gregory Rosec    | 2 | 0 | +17 |
| GER Selcuk Cetin     | 1 | 1 | -7  |
| KOR Kim Byoung-Young | 0 | 2 | -10 |

| KOR Kim Byoung-Young | 11 | 12 | 8  | 11 | 9  |
| GER Selcuk Cetin     | 4  | 10 | 11 | 13 | 11 |

| GER Selcuk Cetin  | 11 | 7  | 10 | 8  |  |
| FRA Gregory Rosec | 7  | 11 | 12 | 11 |  |

| KOR Kim Byoung-Young | 5  | 11 | 4  | 9  |  |
| FRA Gregory Rosec    | 11 | 8  | 11 | 11 |  |

### Fase eliminatória
|  | Semifinais | Semifinais         | Semifinais | Semifinais | Semifinais | Semifinais | Semifinais |  |  | Final               | Final               | Final               | Final               | Final               | Final               | Final               |
|  |            |                    |            |            |            |            |            |  |  |                     |                     |                     |                     |                     |                     |                     |
|  | A          | CHN Cao Ningning   | 11         | 7          | 11         | 11         |            |  |  |                     |                     |                     |                     |                     |                     |                     |
|  | D          | FRA Gregory Rosec  | 6          | 11         | 8          | 7          |            |  |  |                     |                     |                     |                     |                     |                     |                     |
|  |            |                    |            |            |            |            |            |  |  | A                   | CHN Cao Ningning    | 11                  | 7                   | 7                   | 9                   |                     |
|  |            |                    |            |            |            |            |            |  |  | B                   | NOR Tommy Urhaug    | 8                   | 11                  | 11                  | 11                  |                     |
|  | C          | KOR Jung Eun-Chang | 6          | 7          | 6          |            |            |  |  |                     |                     |                     |                     |                     |                     |                     |
|  | B          | NOR Tommy Urhaug   | 11         | 11         | 11         |            |            |  |  | Disputa pelo bronze | Disputa pelo bronze | Disputa pelo bronze | Disputa pelo bronze | Disputa pelo bronze | Disputa pelo bronze | Disputa pelo bronze |
|  |            |                    |            |            |            |            |            |  |  | D                   | FRA Gregory Rosec   | 9                   | 7                   | 11                  |                     |                     |
|  |            |                    |            |            |            |            |            |  |  | C                   | KOR Jung Eun-Chang  | 11                  | 11                  | 13                  |                     |                     |